# Germán Sánchez Espeso
Germán Sánchez Espeso, né en 1940 à Pampelune, est un écrivain espagnol.

## Biographie
Il obtient le prix Nadal en 1978 pour Narciso.

## Œuvres traduites en français
- La femme qu'il fallait tuer [« La mujer a la que había que matar »], trad. de Dorita Nouhaud, Paris, Éditions Gallimard, coll. « Du monde entier », 1996, 191 p.  (ISBN 2-07-073120-0)